# París-Roubaix 1976
La 74.ª edición de la París-Roubaix tuvo lugar el 11 de abril de 1976 y fue ganada al esprint por el belga Marc Demeyer.

## Clasificación final
| Posición | Ciclista                 | Equipo                | Tiempo     |
| -------- | ------------------------ | --------------------- | ---------- |
| 1        | Marc Demeyer             | Flandria-Velda        | 6h 37' 41" |
| 2        | Francesco Moser          | Sanson-Benotto        | m. t.      |
| 3        | Roger de Vlaeminck       | Brooklyn              | m. t.      |
| 4        | Hennie Kuiper            | TI-Raleigh-Campagnolo | + 1' 36"   |
| 5        | Walter Godefroot         | IJsboerke-Colnago     | m. t.      |
| 6        | Eddy Merckx              | Molteni-Campagnolo    | m. t.      |
| 7        | Jan Raas                 | TI-Raleigh-Campagnolo | m. t.      |
| 8        | Jean-Pierre Danguillaume | Peugeot-Esso-Michelin | m. t.      |
| 9        | Willy Teirlinck          | Gitane-Campagnolo     | + 1' 45"   |
| 10       | Frans Verbeeck           | IJsboerke-Colnago     | m. t.      |